# Маліченко Олексій Вадимович
Олексій Вадимович Маліченко (14 квітня 1990, Київ СРСР) — український хокеїст, захисник.

## Біографія
Вихованець школи київського «Сокола». Почав займатись хокеєм у 9-річному віці у тренера Нікуліна Олега Юрійовича.
Сезон 2009-2010 років хокеїст розпочав в клубі однієї з молодіжний ліг США, Нью-Йорк Епл Кор. В 28 поєдинках, Олексій зміг набрати 14 балів за результативність та разом з командою перемогти в Національному чемпіонаті США серед юніорів. В фінальному поєдинку Маліченко закинувши шайбу в ворота суперників на останніх хвилинах третього періоду, перевів матч в овертайм, де зусиллями партнерів була здобута перемога.
У перше дозаявочне вікно XIX чемпіонату України з хокею, що тривало з 8 по 12 листопада, Олексія Маліченка було включено у склад команди «Компаньйон-Нафтогаз» (Київ). Вже 16 числа того ж місяця захисник дебютував у складі київської команди в матчі національної першості проти земляків, хокейного клубу «Поділ».
На міжнародній арені Маліченко представляв Україну на двох останніх чемпіонатах світу серед молодіжних команд, віком гравців до 20 років, котрі відбувалися в 2009 та 2010 роках.
Виступав за «Леви» (Львів) у Професіональній хокейній лізі, станом на 2013 рік припинив активну кар'єру хокеїста.